# Robledo (Allande)
Robledo es una aldea perteneciente a la parroquia de San Martín del Valledor, en el concejo de Allande, comarca del Narcea, Principado de Asturias, España.